# Deputati della IX legislatura della Repubblica Italiana
Questo elenco riporta i nomi dei deputati della IX legislatura della Repubblica Italiana dopo le elezioni politiche del 1983.

## Gruppi
| Gruppi                                            | Inizio | Fine |
| ------------------------------------------------- | ------ | ---- |
| Democrazia Cristiana ()                           | 225    | 226  |
| Partito Comunista Italiano ()                     | 172    | 177  |
| Partito Socialista Italiano ()                    | 73     | 74   |
| Movimento Sociale Italiano - Destra Nazionale ()  | 42     | 42   |
| Partito Repubblicano Italiano ()                  | 29     | 29   |
| Partito Socialista Democratico Italiano ()        | 23     | 22   |
| Sinistra indipendente ()                          | 20     | 20   |
| Partito Liberale Italiano ()                      | -      | 16   |
| Partito Radicale ()                               | -      | 9    |
| Democrazia Proletaria ()                          | -      | 7    |
| Misto ()                                          | 46     | 8    |
| Totale                                            | 630    | 630  |
| Componenti del gruppo misto                       |        |      |
| Partito Liberale Italiano ()                      | 16     | -    |
| Partito Radicale ()                               | 11     | -    |
| Democrazia Proletaria ()                          | 7      | -    |
| Partito di Unità Proletaria per il Comunismo ()   | 6      | -    |
| Südtiroler Volkspartei ()                         | 3      | 3    |
| Liga Veneta ()                                    | 1      | 1    |
| Partito Sardo d'Azione ()                         | 1      | -    |
| Unione Valdostana - Democratici Popolari - UVP () | 1      | 1    |
| Non iscritti                                      | -      | 3    |

La consistenza dei gruppi ad inizio legislatura tiene conto dei deputati proclamati eletti per surrogazione fino al 10.08.1983.

## Ufficio di presidenza

### Presidente
- Nilde Iotti (PCI)

### Vicepresidenti
- Oscar Luigi Scalfaro (DC) (abbandona la carica il 4 agosto 1983)
- Giuseppe Azzaro (DC) (eletto il 29 settembre 1983)
- Oddo Biasini (PRI)
- Aldo Aniasi (PSI)
- Vito Lattanzio (DC)

### Questori
- Luigi Giglia (DC) (deceduto il 21 dicembre 1983)
- Luciano Radi (DC) (eletto il 19 gennaio 1984)
- Mauro Seppia (PSI)
- Bruno Fracchia (PCI) (abbandona la carica il 17 luglio 1986)
- Rubes Triva (PCI) (eletto il 17 luglio 1986)

### Segretari
- Eriase Belardi Merlo (PCI)
- Giancarla Codrignani (Sin.Ind.)
- Filippo Fiandrotti (PSI)
- Pietro Zoppi (DC)
- Renzo Patria (DC)
- Egidio Sterpa (PLI)
- Antonio Guarra (MSI-DN)
- Giuseppe Amadei (PSDI) (abbandona la carica il 28 novembre 1984)
- Dino Madaudo (PSDI) (eletto il 28 novembre 1984)

## Composizione storica
| Deputato                           | Collegio      | Gruppo (lista)   |
| ---------------------------------- | ------------- | ---------------- |
| Massimo Abbatangelo                | Napoli        | MSI-DN           |
| Adelaide Aglietta                  | Verona        | PR               |
| Paolo Agostinacchio                | Bari          | MSI-DN           |
| Alberto Aiardi                     | L'Aquila      | DC               |
| Egidio Alagna                      | Palermo       | PSI              |
| Giovanni Alasia                    | Torino        | PCI              |
| Guido Alberini                     | Brescia       | PSI              |
| Guido Alborghetti                  | Como          | PCI              |
| Abdon Alinovi                      | Napoli        | PCI              |
| Giorgio Almirante                  | Napoli        | MSI-DN           |
| Fortunato Aloi                     | Catanzaro     | MSI-DN           |
| Renato Alpini                      | Perugia       | MSI-DN           |
| Renato Altissimo                   | Torino        | PLI              |
| Giuseppe Amadei                    | Parma         | PSDI             |
| Malgari Amadei Ferretti            | Ancona        | PCI              |
| Domenico Amalfitano                | Lecce         | DC               |
| Giuliano Amato                     | Torino        | PSI              |
| Franco Ambrogio                    | Catanzaro     | PCI              |
| Natale Amodeo                      | Catania       | PSI              |
| Salvo Andò                         | Catania       | PSI              |
| Beniamino Andreatta                | Bologna       | DC               |
| Giuseppe Andreoli                  | Napoli        | DC               |
| Giovanni Andreoni                  | Milano        | DC               |
| Giulio Andreotti                   | Roma          | DC               |
| Piero Angelini                     | Pisa          | DC               |
| Vito Angelini                      | Lecce         | PCI              |
| Aldo Aniasi                        | Milano        | PSI              |
| Tina Anselmi                       | Venezia       | DC               |
| Silvio Antonellis                  | Roma          | PCI              |
| Varese Antoni                      | Genova        | PCI              |
| Alberto Arbasino                   | Milano        | PRI              |
| Luigi Arisio                       | Torino        | PRI              |
| Baldassarre Armato                 | Napoli        | DC               |
| Lino Armellin                      | Venezia       | DC               |
| Vitale Artese                      | L'Aquila      | DC               |
| Rossella Artioli                   | Milano        | PSI              |
| Giuseppe Astone                    | Catania       | DC               |
| Gianfranco Astori                  | Torino        | DC               |
| Giacomo Augello                    | Palermo       | DC               |
| Francesco Auleta                   | Benevento     | PCI              |
| Giuseppe Azzaro                    | Catania       | DC               |
| Luciano Azzolini                   | Trento        | DC               |
| Licia Badesi Polverini             | Como          | PCI              |
| Cesco Baghino                      | Genova        | MSI-DN           |
| Laura Balbo                        | Milano        | SI (PCI)         |
| Nello Balestracci                  | Pisa          | DC               |
| Vincenzo Balzamo                   | Brescia       | PSI              |
| Piero Angelo Balzardi              | Torino        | DC               |
| Moreno Bambi                       | Pisa          | DC               |
| Arnaldo Baracetti                  | Udine         | PCI              |
| Francesco Barbalace                | Catania       | PSI              |
| Andrea Barbato                     | Roma          | SI (PCI)         |
| Augusto Antonio Barbera            | Bologna       | PCI              |
| Luciano Barca                      | Ancona        | PCI              |
| Roberto Barontini                  | Firenze       | PRI              |
| Nedo Barzanti                      | Siena         | PCI              |
| Antonio Baslini                    | Milano        | PLI              |
| Franco Bassanini                   | Milano        | SI (PCI)         |
| Adolfo Battaglia                   | Verona        | PRI              |
| Paolo Battistuzzi                  | Roma          | PLI              |
| Italo Becchetti                    | Roma          | DC               |
| Eriase Belardi Merlo               | Siena         | PCI              |
| Giulio Bellini                     | Bologna       | PCI              |
| Antonio Bellocchio                 | Napoli        | PCI              |
| Costantino Belluscio               | Catanzaro     | PSDI             |
| Johann Hans Benedikter             | Trento        | Misto (PPST)     |
| Luigi Benevelli                    | Mantova       | PCI              |
| Enrico Berlinguer                  | Roma          | PCI              |
| Antonio Bernardi                   | Parma         | PCI              |
| Guido Bernardi                     | Roma          | DC               |
| Filippo Berselli                   | Bologna       | MSI-DN           |
| Romana Bianchi Beretta             | Milano        | PCI              |
| Vincenzo Bianchi Di Lavagna        | Milano        | DC               |
| Fortunato Bianchi                  | Milano        | DC               |
| Giovanni Carlo Bianchini           | Parma         | DC               |
| Gerardo Bianco                     | Benevento     | DC               |
| Oddo Biasini                       | Bologna       | PRI              |
| Giancarlo Binelli                  | Cuneo         | PCI              |
| Alfredo Biondi                     | Genova        | PLI              |
| Mario Birardi                      | Cagliari      | PCI              |
| Tommaso Bisagno                    | Firenze       | DC               |
| Fausto Bocchi                      | Parma         | PCI              |
| Guido Bodrato                      | Torino        | DC               |
| Ludovico Boetti Villanis Audifredi | Torino        | MSI-DN           |
| Giorgio Bogi                       | Genova        | PRI              |
| Gilberto Bonalumi                  | Brescia       | DC               |
| Livio Boncompagni                  | Siena         | PCI              |
| Piera Bonetti Mattinzoli           | Brescia       | PCI              |
| Andrea Bonetti                     | Brescia       | DC               |
| Franco Bonferroni                  | Parma         | DC               |
| Angelo Bonfiglio                   | Palermo       | DC               |
| Emma Bonino                        | Napoli        | PR               |
| Gianfrancesco Borghini             | Milano        | PCI              |
| Felice Borgoglio                   | Cuneo         | PSI              |
| Andrea Borri                       | Parma         | DC               |
| Andrea Borruso                     | Milano        | DC               |
| Franco Bortolani                   | Parma         | DC               |
| Bruno Bosco                        | Catanzaro     | DC               |
| Manfredi Bosco                     | Napoli        | DC               |
| Milvia Boselli                     | Verona        | PCI              |
| Giovanna Bosi Maramotti            | Bologna       | PCI              |
| Giuseppe Botta                     | Torino        | DC               |
| Angela Maria Bottari               | Catania       | PCI              |
| Aldo Bozzi                         | Roma          | PLI              |
| Piergiorgio Bressani               | Udine         | DC               |
| Italo Briccola                     | Como          | DC               |
| Alfio Brina                        | Cuneo         | PCI              |
| Beniamino Brocca                   | Verona        | DC               |
| Francesco Bruni                    | Roma          | DC               |
| Riccardo Bruzzani                  | Firenze       | PCI              |
| Mauro Bubbico                      | Roma          | DC               |
| Luigi Bulleri                      | Pisa          | PCI              |
| Paolo Cabras                       | Roma          | DC               |
| Paolo Caccia                       | Como          | DC               |
| Francesco Cafarelli                | Bari          | DC               |
| Luca Cafiero                       | Napoli        | Misto/PdUP (PCI) |
| Franco Calamida                    | Torino        | DP               |
| Antonio Caldoro                    | Napoli        | PSI              |
| Vasco Calonaci                     | Siena         | PCI              |
| Flora Calvanese                    | Benevento     | PCI              |
| Mario Campagnoli                   | Milano        | DC               |
| Severino Cannelonga                | Bari          | PCI              |
| Leo Canullo                        | Roma          | PCI              |
| Mario Capanna                      | Napoli        | DP               |
| Maria Teresa Capecchi              | Firenze       | PCI              |
| Nicola Capria                      | Catania       | PSI              |
| Milziade Caprili                   | Pisa          | PCI              |
| Giulio Caradonna                   | Roma          | MSI-DN           |
| Emanuele Cardinale                 | Potenza       | PCI              |
| Rodolfo Carelli                    | Roma          | DC               |
| Filippo Caria                      | Napoli        | PSDI             |
| Natale Carlotto                    | Cuneo         | DC               |
| Giuseppe Caroli                    | Lecce         | DC               |
| Antonio Carpino                    | Napoli        | PSI              |
| Giovanni Carrus                    | Cagliari      | DC               |
| Mario Casalinuovo                  | Catanzaro     | PSI              |
| Francesco Casati                   | Como          | DC               |
| Carlo Casini                       | Firenze       | DC               |
| Pier Ferdinando Casini             | Bologna       | DC               |
| Guglielmo Castagnetti              | Brescia       | PRI              |
| Luigi Castagnola                   | Genova        | PCI              |
| Luciana Castellina                 | Milano        | Misto/PdUP (PCI) |
| Francesco Cattanei                 | Genova        | DC               |
| Paola Cavigliasso                  | Torino        | DC               |
| Benito Cazora                      | Roma          | DC               |
| Adriana Ceci Bonifazi              | Bari          | PCI              |
| Enea Cerquetti                     | Milano        | PCI              |
| Gianluca Cerrina Feroni            | Firenze       | PCI              |
| Mario Chella                       | Genova        | PCI              |
| Salvatore Cherchi                  | Cagliari      | PCI              |
| Michele Ciafardini                 | L'Aquila      | PCI              |
| Adriano Ciaffi                     | Ancona        | DC               |
| Alberto Ciampaglia                 | Napoli        | PSDI             |
| Antonio Ciancio                    | L'Aquila      | PCI              |
| Bartolo Ciccardini                 | Roma          | DC               |
| Michele Cifarelli                  | Bari          | PRI              |
| Paolo Emilio Ciofi degli Atti      | Roma          | PCI              |
| Paolo Cirino Pomicino              | Napoli        | DC               |
| Severino Citaristi                 | Brescia       | DC               |
| Giovanni Cobellis                  | Benevento     | DC               |
| Maria Cocco                        | Cagliari      | PCI              |
| Giancarla Codrignani               | Bologna       | SI (PCI)         |
| Leda Colombini                     | Roma          | PCI              |
| Emilio Colombo                     | Potenza       | DC               |
| Sergio Coloni                      | Trieste       | DC               |
| Francesco Colucci                  | Milano        | PSI              |
| Mario Luigi Columba                | Palermo       | SI (PCI)         |
| Ottaviano Colzi                    | Firenze       | PSI              |
| Lucia Cominato                     | Verona        | PCI              |
| Alfredo Comis                      | Udine         | DC               |
| Antonio Conte                      | Benevento     | PCI              |
| Carmelo Conte                      | Benevento     | PSI              |
| Pietro Conti                       | Perugia       | PCI              |
| Felice Contu                       | Cagliari      | DC               |
| Marino Corder                      | Venezia       | DC               |
| Paolo Correale                     | Benevento     | PSDI             |
| Umberto Corsi                      | Siena         | DC               |
| Bruno Corti                        | Brescia       | PSDI             |
| Silverio Corvisieri                | Roma          | PCI              |
| Raffaele Costa                     | Cuneo         | PLI              |
| Silvano Costi                      | Roma          | PSDI             |
| Bettino Craxi                      | Napoli        | PSI              |
| Angelo Gaetano Cresco              | Verona        | PSI              |
| Giuseppe Crippa                    | Brescia       | PCI              |
| Nino Cristofori                    | Bologna       | DC               |
| Marcello Crivellini                | Como          | PR               |
| Famiano Crucianelli                | Roma          | Misto/PdUP (PCI) |
| Antonino Cuffaro                   | Trieste       | PCI              |
| Giovanni Cuojati                   | Como          | PSDI             |
| Francesco Curci                    | Benevento     | PSI              |
| Rocco Curcio                       | Potenza       | PCI              |
| Giorgio Da                         | Pisa          | PRI              |
| Mario D'Acquisto                   | Palermo       | DC               |
| Florindo D'Aimmo                   | Campobasso    | DC               |
| Mario Dal Castello                 | Verona        | DC               |
| Giuseppe Dal Maso                  | Verona        | DC               |
| Michele D'Ambrosio                 | Benevento     | PCI              |
| Ferruccio Danini                   | Torino        | PCI              |
| Saverio D'Aquino                   | Catania       | PLI              |
| Sergio Dardini                     | Pisa          | PCI              |
| Clelio Darida                      | Roma          | DC               |
| Francesco De Carli                 | Udine         | PSI              |
| Francesco De Lorenzo               | Napoli        | PLI              |
| Stefano De Luca                    | Palermo       | PLI              |
| Gianni De Michelis                 | Venezia       | PSI              |
| Ferruccio De Michieli Vitturi      | Udine         | MSI-DN           |
| Ciriaco De Mita                    | Benevento     | DC               |
| Emilio De Rose                     | Verona        | PSDI             |
| Giuseppe Degennaro                 | Bari          | DC               |
| Olindo Del Donno                   | Bari          | MSI-DN           |
| Paolo Del Mese                     | Benevento     | DC               |
| Antonio Del Pennino                | Milano        | PRI              |
| Renato Dell'Andro                  | Bari          | DC               |
| Paris Dell'Unto                    | Roma          | PSI              |
| Mario Di Bartolomei                | Roma          | PRI              |
| Giulio Di Donato                   | Napoli        | PSI              |
| Michele Di Giesi                   | Bari          | PSDI             |
| Arnaldo Di Giovanni                | L'Aquila      | PCI              |
| Carlo Di Re                        | Udine         | PRI              |
| Pasquale Diglio                    | Bari          | PSI              |
| Vanda Dignani Grimaldi             | Ancona        | PCI              |
| Renato Donazzon                    | Venezia       | PCI              |
| Antonino Drago                     | Catania       | DC               |
| Cesare Dujany                      | Valle d'Aosta | Misto (UV)       |
| Mauro Dutto                        | Roma          | PRI              |
| Michl Ebner                        | Trento        | Misto (PPST)     |
| Enrico Ermelli Cupelli             | Ancona        | PRI              |
| Adriana Fabbri Seroni              | Firenze       | PCI              |
| Orlando Fabbri                     | Firenze       | PCI              |
| Giuseppe Facchetti                 | Brescia       | PLI              |
| Edda Fagni                         | Pisa          | PCI              |
| Luciano Falcier                    | Venezia       | DC               |
| Vincenzo Fantò                     | Catanzaro     | PCI              |
| Luciano Faraguti                   | Genova        | DC               |
| Franco Fausti                      | Roma          | DC               |
| Luigi Dino Felisetti               | Parma         | PSI              |
| Giovanni Cesare Ferrara            | Napoli        | SI (PCI)         |
| Giorgio Ferrari                    | Verona        | PLI              |
| Marte Ferrari                      | Como          | PSI              |
| Silvestro Ferrari                  | Mantova       | DC               |
| Giulio Ferrarini                   | Parma         | PSI              |
| Franco Ferri                       | Roma          | PCI              |
| Filippo Fiandrotti                 | Torino        | PSI              |
| Giovanna Filippini                 | Bologna       | PCI              |
| Laura Fincato                      | Verona        | PSI              |
| Gianfranco Fini                    | Roma          | MSI-DN           |
| Mario Fioret                       | Udine         | DC               |
| Publio Fiori                       | Roma          | DC               |
| Filippo Fiorino                    | Palermo       | PSI              |
| Costantino Fittante                | Catanzaro     | PCI              |
| Giovanni Angelo Fontana            | Verona        | DC               |
| Arnaldo Forlani                    | Ancona        | DC               |
| Rino Formica                       | Bari          | PSI              |
| Giuseppe Fornasari                 | Siena         | DC               |
| Giovanni Forner                    | Venezia       | MSI-DN           |
| Francesco Forte                    | Como          | PSI              |
| Loris Fortuna                      | Udine         | PSI              |
| Franco Foschi                      | Ancona        | DC               |
| Luigi Foti                         | Catania       | DC               |
| Carlo Fracanzani                   | Verona        | DC               |
| Bruno Fracchia                     | Cuneo         | PCI              |
| Angela Francese                    | Napoli        | PCI              |
| Franco Franchi                     | Verona        | MSI-DN           |
| Roberto Franchi                    | Siena         | DC               |
| Elio Gabbuggiani                   | Firenze       | PCI              |
| Giuseppe Galasso                   | Napoli        | PRI              |
| Giovanni Galloni                   | Roma          | DC               |
| Giorgio Gangi                      | Milano        | PSI              |
| Mariapia Garavaglia                | Milano        | DC               |
| Giuseppe Gargani                   | Benevento     | DC               |
| Alberto Garocchio                  | Milano        | DC               |
| Remo Gaspari                       | L'Aquila      | DC               |
| Isaia Gasparotto                   | Udine         | PCI              |
| Giuseppe Gatti                     | Como          | PCI              |
| Antonio Gava                       | Napoli        | DC               |
| Bianca Gelli                       | Lecce         | PCI              |
| Salvatore Genova                   | Torino        | PSDI             |
| Andrea Geremicca                   | Napoli        | PCI              |
| Antonino Germanà                   | Catania       | PRI              |
| Alessandro Ghinami                 | Cagliari      | PSDI             |
| Giovanni Giadresco                 | Bologna       | PCI              |
| Alfonso Gianni                     | Milano        | Misto/PdUP (PCI) |
| Luigi Giglia                       | Palermo       | DC               |
| Natalia Ginzburg                   | Torino        | SI (PCI)         |
| Luigi Gioia                        | Palermo       | DC               |
| Angela Giovagnoli Sposetti         | Roma          | PCI              |
| Elio Giovannini                    | Roma          | SI (PCI)         |
| Tarcisio Gitti                     | Brescia       | DC               |
| Gaetano Gorgoni                    | Lecce         | PRI              |
| Giovanni Goria                     | Cuneo         | DC               |
| Massimo Gorla                      | Milano        | DP               |
| Giuliano Gradi                     | Mantova       | PCI              |
| Michele Graduata                   | Lecce         | PCI              |
| Maria Teresa Granati Caruso        | Parma         | PCI              |
| Lelio Grassucci                    | Roma          | PCI              |
| Ugo Grippo                         | Napoli        | DC               |
| Giovanni Grottola                  | Milano        | PCI              |
| Enrico Gualandi                    | Bologna       | PCI              |
| Antonio Guarra                     | Benevento     | MSI-DN           |
| Paolo Guerrini                     | Ancona        | PCI              |
| Luciano Guerzoni                   | Parma         | SI (PCI)         |
| Antonino Gullotti                  | Catania       | DC               |
| Aristide Gunnella                  | Palermo       | PRI              |
| Guido Ianni                        | Ancona        | PCI              |
| Mauro Ianniello                    | Napoli        | DC               |
| Pietro Ingrao                      | Perugia       | PCI              |
| Ugo Intini                         | Genova        | PSI              |
| Nilde Iotti                        | Parma         | PCI              |
| Bernardino Alvaro Jovannitti       | L'Aquila      | PCI              |
| Giuseppe La Ganga                  | Torino        | PSI              |
| Giorgio La Malfa                   | Torino        | PRI              |
| Girolamo La Penna                  | Campobasso    | DC               |
| Vincenzo La Russa                  | Milano        | DC               |
| Silvano Labriola                   | Pisa          | PSI              |
| Lelio Lagorio                      | Firenze       | PSI              |
| Pasquale Lamorte                   | Potenza       | DC               |
| Valentina Lanfranchi Cordioli      | Brescia       | PCI              |
| Vito Lattanzio                     | Bari          | DC               |
| Pino Leccisi                       | Lecce         | DC               |
| Silvio Lega                        | Torino        | DC               |
| Claudio Lenoci                     | Bari          | PSI              |
| Lodovico Ligato                    | Catanzaro     | DC               |
| Concetto Lo Bello                  | Catania       | DC               |
| Guido Lo Porto                     | Palermo       | MSI-DN           |
| Arcangelo Lobianco                 | Napoli        | DC               |
| Francesco Loda                     | Brescia       | PCI              |
| Adriana Lodi Faustini Fustini      | Bologna       | PCI              |
| Oreste Lodigiani                   | Milano        | PSI              |
| Antonino Lombardo                  | Catania       | DC               |
| Pietro Longo                       | Roma          | PSDI             |
| Pasquale Lops                      | Bari          | PCI              |
| Pino Lucchesi                      | Pisa          | DC               |
| Francesco Lussignoli               | Brescia       | DC               |
| Antonino Macaluso                  | Palermo       | MSI-DN           |
| Giorgio Macciotta                  | Cagliari      | PCI              |
| Giulio Maceratini                  | Roma          | MSI-DN           |
| Francesco Macis                    | Cagliari      | PCI              |
| Dino Madaudo                       | Catania       | PSDI             |
| Lucio Magri                        | Torino        | Misto/PdUP (PCI) |
| Anna Mainardi Fava                 | Parma         | PCI              |
| Franco Maria Malfatti              | Perugia       | DC               |
| Piergiovanni Malvestio             | Venezia       | DC               |
| Oscar Mammì                        | Roma          | PRI              |
| Enrico Manca                       | Perugia       | PSI              |
| Alberto Manchinu                   | Cagliari      | PSI              |
| Giacomo Mancini                    | Catanzaro     | PSI              |
| Vincenzo Mancini                   | Napoli        | DC               |
| Angelo Mancuso                     | Catania       | SI (PCI)         |
| Manfredo Manfredi                  | Genova        | DC               |
| Angelo Manna                       | Napoli        | MSI-DN           |
| Antonino Mannino                   | Palermo       | PCI              |
| Calogero Mannino                   | Palermo       | DC               |
| Salvatore Mannuzzu                 | Cagliari      | SI (PCI)         |
| Nino Marianetti                    | Roma          | PSI              |
| Enrico Marrucci                    | Venezia       | PCI              |
| Claudio Martelli                   | Mantova       | PSI              |
| Lamberto Martellotti               | Ancona        | PCI              |
| Ugo Martinat                       | Torino        | MSI-DN           |
| Mino Martinazzoli                  | Brescia       | DC               |
| Biagio Marzo                       | Lecce         | PSI              |
| Ettore Masina                      | Brescia       | SI (PCI)         |
| Renato Massari                     | Milano        | PSDI             |
| Clemente Mastella                  | Benevento     | DC               |
| Antonio Matarrese                  | Bari          | DC               |
| Sergio Mattarella                  | Palermo       | DC               |
| Altero Matteoli                    | Pisa          | MSI-DN           |
| Antonio Mazzone                    | Napoli        | MSI-DN           |
| Roberto Mazzotta                   | Milano        | DC               |
| Giorgio Medri                      | Como          | PRI              |
| Gianluigi Melega                   | Brescia       | PR               |
| Salvatore Meleleo                  | Lecce         | DC               |
| Savino Melillo                     | Bari          | PLI              |
| Mario Melis                        | Cagliari      | Misto (PSd'Az.)  |
| Mauro Mellini                      | Genova        | PR               |
| Luigi Memmi                        | Lecce         | DC               |
| Gioacchino Meneghetti              | Verona        | DC               |
| Domenico Mennitti                  | Lecce         | MSI-DN           |
| Carmine Mensorio                   | Napoli        | DC               |
| Francesco Merloni                  | Ancona        | DC               |
| Carlo Merolli                      | Roma          | DC               |
| Vito Miceli                        | Roma          | MSI-DN           |
| Filippo Micheli                    | Perugia       | DC               |
| Teresa Migliasso                   | Torino        | PCI              |
| Gustavo Minervini                  | Napoli        | SI (PCI)         |
| Rosanna Minozzi                    | Firenze       | PCI              |
| Adalberto Minucci                  | Siena         | PCI              |
| Riccardo Misasi                    | Catanzaro     | DC               |
| Mario Monducci                     | Parma         | PRI              |
| Nicola Monfredi                    | Lecce         | DC               |
| Giovanni Mongiello                 | Bari          | DC               |
| Nanda Montanari Fornari            | Parma         | PCI              |
| Antonio Montessoro                 | Genova        | PCI              |
| Giampaolo Mora                     | Parma         | DC               |
| Paolo Moro                         | Como          | DC               |
| Renzo Moschini                     | Pisa          | PCI              |
| Giovanni Motetta                   | Torino        | PCI              |
| Antonio Mundo                      | Catanzaro     | PSI              |
| Cristiana Muscardini               | Milano        | MSI-DN           |
| Vito Napoli                        | Catanzaro     | DC               |
| Giorgio Napolitano                 | Napoli        | PCI              |
| Alessandro Natta                   | Genova        | PCI              |
| Giorgio Nebbia                     | Bari          | SI (PCI)         |
| Giovanni Negri                     | Torino        | PR               |
| Toni Negri                         | Milano        | PR               |
| Anna Nenna D'Antonio               | L'Aquila      | DC               |
| Franco Nicolazzi                   | Torino        | PSDI             |
| Renato Nicolini                    | Roma          | PCI              |
| Enzo Nicotra                       | Catania       | DC               |
| Giovanni Nonne                     | Cagliari      | PSI              |
| Francesco Nucara                   | Catanzaro     | PRI              |
| Anna Maria Nucci Mauro             | Catanzaro     | DC               |
| Achille Occhetto                   | Palermo       | PCI              |
| Vittorio Olcese                    | Milano        | PRI              |
| Mauro Olivi                        | Bologna       | PCI              |
| Pierluigi Onorato                  | Firenze       | SI (PCI)         |
| Dante Orsenigo                     | Milano        | DC               |
| Bruno Orsini                       | Genova        | DC               |
| Gianfranco Orsini                  | Udine         | DC               |
| Ettore Paganelli                   | Cuneo         | DC               |
| Gian Carlo Pajetta                 | Torino        | PCI              |
| Novello Pallanti                   | Firenze       | PCI              |
| Ermenegildo Palmieri               | Verona        | PCI              |
| Rosella Palmini Lattanzi           | Ancona        | PCI              |
| Fulvio Palopoli                    | Verona        | PCI              |
| Filippo Maria Pandolfi             | Brescia       | DC               |
| Marco Pannella                     | Milano        | PR               |
| Antonio Parlato                    | Napoli        | MSI-DN           |
| Valentino Pasqualin                | Trento        | DC               |
| Aldo Pastore                       | Genova        | PCI              |
| Renzo Patria                       | Cuneo         | DC               |
| Antonio Patuelli                   | Bologna       | PLI              |
| Alfredo Pazzaglia                  | Cagliari      | MSI-DN           |
| Anna Maria Pedrazzi Cipolla        | Milano        | PCI              |
| Eugenio Peggio                     | Milano        | PCI              |
| Giovanni Pellegatta                | Como          | MSI-DN           |
| Gerolamo Pellicanò                 | Milano        | PRI              |
| Gian Mario Pellizzari              | Verona        | DC               |
| Giuseppe Pernice                   | Palermo       | PCI              |
| Antonino Perrone                   | Catania       | DC               |
| Pasquale Perugini                  | Catanzaro     | DC               |
| Edilio Petrocelli                  | Campobasso    | PCI              |
| Amerigo Petrucci                   | Roma          | DC               |
| Claudio Petruccioli                | Milano        | PCI              |
| Angelo Picano                      | Roma          | DC               |
| Santino Picchetti                  | Roma          | PCI              |
| Flaminio Piccoli                   | Trento        | DC               |
| Giuseppe Pierino                   | Catanzaro     | PCI              |
| Gabriele Piermartini               | Roma          | PSI              |
| Giampaolo Pillitteri               | Milano        | PSI              |
| Matteo Piredda                     | Cagliari      | DC               |
| Franco Piro                        | Bologna       | PSI              |
| Lucio Pisani                       | Torino        | SI (PCI)         |
| Beppe Pisanu                       | Cagliari      | DC               |
| Mario Pochetti                     | Roma          | PCI              |
| Danilo Poggiolini                  | Torino        | PRI              |
| Gianugo Polesello                  | Udine         | PCI              |
| Adriana Poli Bortone               | Lecce         | MSI-DN           |
| Gian Gaetano Poli                  | Verona        | PCI              |
| Enzo Polidori                      | Pisa          | PCI              |
| Guido Pollice                      | Milano        | DP               |
| Claudio Pontello                   | Firenze       | DC               |
| Costante Portatadino               | Como          | DC               |
| Damiano Potì                       | Lecce         | PSI              |
| Luigi Preti                        | Bologna       | PSDI             |
| Franco Proietti                    | Perugia       | PCI              |
| Alberto Provantini                 | Perugia       | PCI              |
| Carmelo Pujia                      | Catanzaro     | DC               |
| Calogero Pumilia                   | Palermo       | DC               |
| Vittoria Quarenghi                 | Brescia       | DC               |
| Nicola Quarta                      | Lecce         | DC               |
| Vincenzo Quattrone                 | Catanzaro     | DC               |
| Elio Quercioli                     | Milano        | PCI              |
| Giuseppe Quieti                    | L'Aquila      | DC               |
| Giovanni Battista Rabino           | Cuneo         | DC               |
| Luciano Radi                       | Perugia       | DC               |
| Mario Raffaelli                    | Trento        | PSI              |
| Girolamo Rallo                     | Catania       | MSI-DN           |
| Pino Rauti                         | Roma          | MSI-DN           |
| Gianni Ravaglia                    | Bologna       | PRI              |
| Renato Ravasio                     | Brescia       | DC               |
| Luciano Rebulla                    | Udine         | DC               |
| Alessandro Reggiani                | Venezia       | PSDI             |
| Alfredo Reichlin                   | Bari          | PCI              |
| Giuseppe Reina                     | Palermo       | PSI              |
| Adelmo Riccardi                    | Pisa          | PCI              |
| Romeo Ricciuti                     | L'Aquila      | DC               |
| Federico Ricotti                   | Milano        | PCI              |
| Silvano Ridi                       | Napoli        | PCI              |
| Luciano Righi                      | Verona        | DC               |
| Luigi Rinaldi                      | Ancona        | DC               |
| Salvatore Rindone                  | Catania       | PCI              |
| Roland Riz                         | Trento        | Misto (PPST)     |
| Enrico Rizzi                       | Milano        | PSDI             |
| Aldo Rizzo                         | Catania       | SI (PCI)         |
| Vitale Robaldo                     | Cuneo         | PRI              |
| Rolando Rocchi                     | Roma          | DC               |
| Gian Franco                        | Venezia       | DC               |
| Stefano Rodotà                     | Catanzaro     | SI (PCI)         |
| Virginio Rognoni                   | Milano        | DC               |
| Domenico Romano                    | Bari          | PSI              |
| Pier Luigi Romita                  | Cuneo         | PSDI             |
| Edo Ronchi                         | Brescia       | DP               |
| Gianni Wilmer Ronzani              | Torino        | PCI              |
| Giacomo Rosini                     | Brescia       | DC               |
| Stefano Rossattini                 | Como          | DC               |
| Luigi Rossi Di Montelera           | Torino        | DC               |
| Alberto Rossi                      | Verona        | DC               |
| Giovanni Rossino                   | Catania       | PCI              |
| Antonio Rubbi                      | Bologna       | PCI              |
| Giuseppe Rubinacci                 | Ancona        | MSI-DN           |
| Attilio Ruffini                    | Palermo       | DC               |
| Giorgio Ruffolo                    | Potenza       | PSI              |
| Ferdinando Russo                   | Palermo       | DC               |
| Franco Russo                       | Roma          | DP               |
| Giuseppe Russo                     | Catania       | DC               |
| Raffaele Russo                     | Napoli        | DC               |
| Vincenzo Russo                     | Bari          | DC               |
| Francesco Rutelli                  | Roma          | PR               |
| Maurizio Sacconi                   | Venezia       | PSI              |
| Giovanni Salatiello                | Palermo       | SI (PCI)         |
| Gabriele Salerno                   | Torino        | PSI              |
| Francesco Samà                     | Catanzaro     | PCI              |
| Luigi Sandirocco                   | L'Aquila      | PCI              |
| Nicola Sanese                      | Bologna       | DC               |
| Salvatore Sanfilippo               | Catania       | PCI              |
| Carlo Sangalli                     | Milano        | DC               |
| Mauro Sanguineti                   | Genova        | PSI              |
| Bernardo Sanlorenzo                | Torino        | PCI              |
| Benedetto Sannella                 | Lecce         | PCI              |
| Giulio Santarelli                  | Roma          | PSI              |
| Renzo Santini                      | Bologna       | PSI              |
| Giorgio Santuz                     | Udine         | DC               |
| Angelo Sanza                       | Potenza       | DC               |
| Francesco Sapio                    | Roma          | PCI              |
| Giuseppe Saretta                   | Verona        | DC               |
| Eugenio Sarli                      | Lecce         | PSDI             |
| Adolfo Sarti                       | Cuneo         | DC               |
| Armando Sarti                      | Bologna       | PCI              |
| Edmondo Sastro                     | Napoli        | PCI              |
| Angelo Satanassi                   | Bologna       | PCI              |
| Gastone Savio                      | Verona        | DC               |
| Nicola Scaglione                   | Napoli        | PSI              |
| Alessandro Scaiola                 | Genova        | DC               |
| Oscar Luigi                        | Torino        | DC               |
| Alba Scaramucci                    | Perugia       | PCI              |
| Guglielmo Scarlato                 | Benevento     | DC               |
| Gianna Schelotto                   | Genova        | PCI              |
| Vincenzo Scotti                    | Napoli        | DC               |
| Martino Scovacricchi               | Udine         | PSDI             |
| Giacomo Sedati                     | Campobasso    | DC               |
| Mariotto Segni                     | Cagliari      | DC               |
| Carlo Senaldi                      | Como          | DC               |
| Mauro Seppia                       | Siena         | PSI              |
| Massimo Serafini                   | Parma         | Misto/PdUP (PCI) |
| Pietro Serrentino                  | Como          | PLI              |
| Rino Serri                         | Verona        | PCI              |
| Franco Servello                    | Milano        | MSI-DN           |
| Claudio Signorile                  | Lecce         | PSI              |
| Giuliano Silvestri                 | Ancona        | DC               |
| Giuseppe Sinesio                   | Palermo       | DC               |
| Sergio Soave                       | Cuneo         | PCI              |
| Giampaolo Sodano                   | Roma          | PSI              |
| Pietro Soddu                       | Cagliari      | DC               |
| Vincenzo Sorice                    | Bari          | DC               |
| Nino Sospiri                       | L'Aquila      | MSI-DN           |
| Gianfranco Spadaccia               | Bologna       | PR               |
| Ugo Spagnoli                       | Torino        | PCI              |
| Agostino Spataro                   | Palermo       | PCI              |
| Valdo Spini                        | Pisa          | PSI              |
| Tomaso Staiti                      | Milano        | MSI-DN           |
| Bruno Stegagnini                   | Firenze       | DC               |
| Egidio Sterpa                      | Milano        | PLI              |
| Lucio Strumendo                    | Venezia       | PCI              |
| Fiorentino Sullo                   | Benevento     | DC               |
| Domenico Susi                      | L'Aquila      | PSI              |
| Gianfranco Tagliabue               | Como          | PCI              |
| Gianni Tamino                      | Verona        | DP               |
| Antonio Tancredi                   | L'Aquila      | DC               |
| Carlo Tassi                        | Parma         | MSI-DN           |
| Mario Tassone                      | Catanzaro     | DC               |
| Giuseppe Tatarella                 | Bari          | MSI-DN           |
| Nadir Tedeschi                     | Milano        | DC               |
| Francesco Tempestini               | Benevento     | PSI              |
| Massimo Teodori                    | Roma          | PR               |
| Giancarlo Tesini                   | Bologna       | DC               |
| Antonio Testa                      | Verona        | PSI              |
| Angelo Tiraboschi                  | Ancona        | PSI              |
| Mario Toma                         | Lecce         | PCI              |
| Giuseppe Torelli                   | Genova        | PCI              |
| Aldo Tortorella                    | Milano        | PCI              |
| Felice Trabacchi                   | Parma         | PCI              |
| Achille Tramarin                   | Verona        | Misto (LV)       |
| Vincenzo Trantino                  | Catania       | MSI-DN           |
| Franco Trappoli                    | Ancona        | PSI              |
| Ivanne Trebbi                      | Como          | PCI              |
| Mirko Tremaglia                    | Brescia       | MSI-DN           |
| Paolo Tringali                     | Catania       | MSI-DN           |
| Rubes Triva                        | Parma         | PCI              |
| Neide Umidi Sala                   | Milano        | PCI              |
| Salvatore Urso                     | Catania       | DC               |
| Mario Usellini                     | Milano        | DC               |
| Giuseppe Vacca                     | Bari          | PCI              |
| Raffaele Valensise                 | Catanzaro     | MSI-DN           |
| Antonio Ventre                     | Napoli        | DC               |
| Nicola Vernola                     | Bari          | DC               |
| Giuseppe Vignola                   | Napoli        | PCI              |
| Bruno Vincenzi                     | Mantova       | DC               |
| Luciano Violante                   | Torino        | PCI              |
| Biagio Virgili                     | Trento        | PCI              |
| Michele Viscardi                   | Napoli        | DC               |
| Vincenzo Visco                     | Venezia       | SI (PCI)         |
| Bruno Visentini                    | Venezia       | PRI              |
| Vincenzo Viti                      | Potenza       | DC               |
| Carlo Vizzini                      | Palermo       | PSDI             |
| Giuseppe Zamberletti               | Como          | DC               |
| Bruno Zambon                       | Venezia       | DC               |
| Amedeo Zampieri                    | Verona        | DC               |
| Marcello Zanfagna                  | Napoli        | MSI-DN           |
| Renato Zangheri                    | Bologna       | PCI              |
| Antonino Zaniboni                  | Mantova       | DC               |
| Paolo Zanini                       | Mantova       | PCI              |
| Valerio Zanone                     | Torino        | PLI              |
| Giovanni Zarro                     | Benevento     | DC               |
| Saverio Zavettieri                 | Catanzaro     | PSI              |
| Michele Zolla                      | Torino        | DC               |
| Francesco Zoppetti                 | Milano        | PCI              |
| Pietro Zoppi                       | Genova        | DC               |
| Giuliano Zoso                      | Verona        | DC               |
| Giuseppe Zuech                     | Verona        | DC               |
| Giuseppe Zurlo                     | Lecce         | DC               |

## Deputati surroganti proclamati eletti ad inizio legislatura
Di seguito i deputati proclamati eletti in surrogazione dei candidati plurieletti.
| Lista  | Eletto surrogato        | Opzione   | Subentrante                | Collegio  |
| ------ | ----------------------- | --------- | -------------------------- | --------- |
| DC     | Ciriaco De Mita         | Benevento | Francesco Cattanei         | Genova    |
| PCI    | Giulio Carlo Argan      | Senato    | Angela Giovagnoli Sposetti | Roma      |
| PCI    | Gianfilippo Benedetti   | Senato    | Paolo Guerrini             | Ancona    |
| PCI    | Giovanni Berlinguer     | Senato    | Maria Cocco                | Cagliari  |
| PCI    | Giuseppe Chiarante      | Senato    | Paolo Zanini               | Mantova   |
| PCI    | Gerardo Chiaromonte     | Senato    | Bianca Gelli               | Lecce     |
| PCI    | Gerardo Chiaromonte     | Senato    | Emanuele Cardinale         | Potenza   |
| PCI    | Enzo Enriques Agnoletti | Senato    | Gianluca Cerrina Feroni    | Firenze   |
| PCI    | Lucio Libertini         | Senato    | Teresa Migliasso           | Torino    |
| PCI    | Emanuele Macaluso       | Senato    | Angelo Mancuso             | Catania   |
| PCI    | Andrea Margheri         | Senato    | Neide Umidi Sala           | Milano    |
| PCI    | Ugo Pecchioli           | Senato    | Alfio Brina                | Cuneo     |
| PCI    | Francesco Pintus        | Senato    | Gianfranco Tagliabue       | Como      |
| PCI    | Massimo Riva            | Senato    | Giovanni Grottola          | Milano    |
| PCI    | Enrico Berlinguer       | Roma      | Alfonso Gianni             | Milano    |
| PCI    | Lucio Magri             | Torino    | Salvatore Sanfilippo       | Catania   |
| PCI    | Gianfrancesco Borghini  | Milano    | Valentina Lanfranchi       | Brescia   |
| PCI    | Luciana Castellina      | Milano    | Franco Prietti             | Perugia   |
| PCI    | Aldo Tortorella         | Milano    | Giuseppe Gatti             | Como      |
| PCI    | Ettore Masina           | Brescia   | Licia Badesi Polverini     | Como      |
| PCI    | Nilde Iotti             | Parma     | Sergio Dardini             | Pisa      |
| PCI    | Pietro Ingrao           | Perugia   | Renato Sante Donazzon      | Venezia   |
| PCI    | Pietro Ingrao           | Perugia   | Leo Canullo                | Roma      |
| PCI    | Enrico Berlinguer       | Roma      | Giuseppe Pernice           | Palermo   |
| PCI    | Abdon Alinovi           | Napoli    | Michele D'Ambrosio         | Benevento |
| PCI    | Stefano Rodotà          | Catanzaro | Eugenio Peggio             | Milano    |
| PCI    | Achille Occhetto        | Palermo   | Francesco Samà             | Catanzaro |
| PSI    | Bettino Craxi           | Napoli    | Rossella Artioli           | Milano    |
| PSI    | Bettino Craxi           | Napoli    | Gabriele Piermartini       | Roma      |
| MSI-DN | Giorgio Almirante       | Napoli    | Gianfranco Fini            | Roma      |
| PRI    | Susanna Agnelli         | Senato    | Danilo Poggiolini          | Torino    |
| PRI    | Susanna Agnelli         | Senato    | Carlo Fusaro               | Firenze   |
| PRI    | Susanna Agnelli         | Senato    | Gateano Gorgoni            | Lecce     |
| PRI    | Giovanni Spadolini      | Senato    | Nino Alberto Arbasino      | Milano    |
| PRI    | Giovanni Spadolini      | Senato    | Gianni Ravaglia            | Bologna   |
| PRI    | Giovanni Spadolini      | Senato    | Giuseppe Galasso           | Napoli    |
| PRI    | Giorgio La Malfa        | Torino    | Giorgio Medri              | Como      |
| PRI    | Antonio Del Pennino     | Milano    | Guglielmo Castagneti       | Brescia   |
| PRI    | Bruno Visentini         | Venezia   | Giorgio Da Mommio          | Pisa      |
| PRI    | Bruno Visentini         | Venezia   | Mario Di Bartolomei        | Roma      |
| PRI    | Oddo Biasini            | Bologna   | Mario Monducci             | Parma     |
| PSDI   | Michele Di Giesi        | Bari      | Graziano Ciocia            | Bari      |
| PSDI   | Pietro Longo            | Roma      | Alberto Ciampaglia         | Napoli    |
| PLI    | Renato Altissimo        | Torino    | Stefano De Luca            | Palermo   |
| PLI    | Valerio Zanone          | Torino    | Francesco De Lorenzo       | Napoli    |
| PR     | Antonio Negri           | Milano    | Francesco Rutelli          | Roma      |
| PR     | Antonio Negri           | Milano    | Emma Bonino                | Napoli    |
| PR     | Marco Pannella          | Milano    | Giovanni Negri             | Torino    |
| PR     | Marco Pannella          | Milano    | Massimo Teodori            | Roma      |
| PR     | Massimo Teodori         | Roma      | Mauro Mellini              | Genova    |
| DP     | Mario Capanna           | Napoli    | Guido Pollice              | Milano    |
| DP     | Mario Capanna           | Napoli    | Franco Russo               | Roma      |

1. ↑  In seguito all'ulteriore opzione di Giovanni Torri per
2. ↑  In seguito all'ulteriore opzione di Gianfranco Spadaccia per
3. ↑  In seguito all'ulteriore opzione di Adelaide Aglietta per
4. ↑  In seguito all'ulteriore opzione di Gianfranco Spadaccia per

## Modifiche intervenute

### Modifiche intervenute nella composizione dell'assemblea
| Uscente                       | Subentrante                                                       | Lista   | Collegio   | Causa          | Data       |
| ----------------------------- | ----------------------------------------------------------------- | ------- | ---------- | -------------- | ---------- |
| Amerigo Petrucci              | Giancarlo Abete                                                   | DC      | Roma       | Decesso        | 09.08.1983 |
| Vitale Robaldo                | Guido Martino                                                     | PRI     | Cuneo      | Decesso        | 09.08.1983 |
| Emma Bonino                   | Roberto Cicciomessere                                             | PR      | Napoli     | Dimissioni     | 10.08.1983 |
| Michele Di Giesi              | Eugenio Sarli                                                     | PSDI    | Lecce      | Decesso        | 30.11.1983 |
| Luigi Giglia                  | Raffaello Rubino                                                  | DC      | Palermo    | Decesso        | 18.01.1984 |
| Giacomo Sedati                | Bruno Vecchiarelli                                                | DC      | Campobasso | Decesso        | 18.01.1984 |
| Vittoria Quarenghi            | Bruno Ferrari                                                     | DC      | Brescia    | Decesso        | 16.02.1984 |
| Adriana Fabbri Seroni         | Nicola Manca                                                      | PCI     | Firenze    | Decesso        | 22.02.1984 |
| Luciana Castellina            | Mario Cavagna                                                     | PCI     | Milano     | Dimissioni     | 24.05.1984 |
| Enrico Berlinguer             | Lorenzo Ciocci                                                    | PCI     | Roma       | Decesso        | 21.06.1984 |
| Ferruccio De Michieli Vitturi | Gastone Parigi                                                    | MSI-DN  | Udine      | Decesso        | 04.07.1984 |
| Antonio Caldoro               | Giuseppe Demitry                                                  | PSI     | Napoli     | Dimissioni     | 11.07.1984 |
| Giovanni Negri                | Francesco Roccella                                                | PR      | Torino     | Dimissioni     | 11.07.1984 |
| Mario Di Bartolomei           | Tommaso Alibrandi                                                 | PRI     | Roma       | Dimissioni     | 02.08.1984 |
| Marcello Zanfagna             | Michele Florino                                                   | MSI-DN  | Napoli     | Decesso        | 20.09.1984 |
| Mario Melis                   | Giovanni Battista Columbu                                         | PSd'Az. | Cagliari   | Dimissioni     | 20.09.1984 |
| Mauro Mellini                 | René Andreani                                                     | PR      | Genova     | Dimissioni     | 20.09.1984 |
| René Andreani                 | Sergio Stanzani Ghedini                                           | PR      | Genova     | Dimissioni     | 20.09.1984 |
| Carlo Fusaro                  | Roberto Barontini                                                 | PRI     | Firenze    | Annullamento   | 20.09.1984 |
| Roberto Cicciomessere         | Giuseppe Calderisi                                                | PR      | Napoli     | Dimissioni     | 14.11.1984 |
| Rocco Curcio                  | Antonio De Gregorio                                               | PCI     | Potenza    | Dimissioni     | 12.06.1985 |
| Nicola Scaglione              | Guido De Martino                                                  | PSI     | Napoli     | Dimissioni     | 12.06.1985 |
| Benito Cazora                 | Silvia Costa                                                      | DC      | Roma       | Annullamento   | 19.06.1985 |
| Renato Dell'Andro             | Natale Pisicchio                                                  | DC      | Bari       | Dimissioni     | 24.07.1985 |
| Nicola Monfredi               | Giuseppe Leone                                                    | DC      | Lecce      | Decesso        | 25.09.1985 |
| Mario Birardi                 | Mario Pinna                                                       | PCI     | Cagliari   | Optante Senato | 28.11.1985 |
| Loris Fortuna                 | Bortolo Mainardi                                                  | PSI     | Udine      | Decesso        | 12.12.1985 |
| Lodovico Ligato               | Mario Bruno Laganà                                                | DC      | Catanzaro  | Dimissioni     | 15.01.1986 |
| Bortolo Mainardi              | Roberta Breda                                                     | PSI     | Udine      | Dimissioni     | 15.01.1986 |
| Piergiorgio Bressani          | Paolo Micolini                                                    | DC      | Udine      | Dimissioni     | 16.01.1986 |
| Ugo Spagnoli                  | Viller Manfredini                                                 | PCI     | Torino     | Dimissioni     | 27.02.1986 |
| Mario Monducci                | Francesco Quintavalla                                             | PRI     | Parma      | Dimissioni     | 06.03.1986 |
| Fausto Bocchi                 | Elena Montecchi                                                   | PCI     | Parma      | Decesso        | 22.05.1986 |
| Gianluigi Melega              | Franco Corleone                                                   | PR      | Brescia    | Dimissioni     | 13.06.1986 |
| Silvestro Ferrari             | Ettore Palmiro Pedroni                                            | DC      | Mantova    | Decesso        | 18.09.1986 |
| Paolo Enrico Moro             | Giancarlo Galli                                                   | DC      | Como       | Dimissioni     | 18.09.1986 |
| Biagio Virgili                | Alberto Ferrandi                                                  | PCI     | Trento     | Dimissioni     | 02.10.1986 |
| Gianfranco Spadaccia          | → Sergio Stanzani Ghedini (già proclamato per il collegio Genova) | PR      | Bologna    | Dimissioni     | 02.10.1986 |
| → Sergio Stanzani Ghedini     | Angiolo Bandinelli (Marcello Crivellini: resta per collegio Como) | PR      | Genova     | -              | 02.10.1986 |
| Adelaide Aglietta             | Alessandro Tessari                                                | PR      | Verona     | Dimissioni     | 02.10.1986 |
| Marco Pannella                | Emma Bonino (già proclamata nel 1983 e dimissionaria)             | PR      | Milano     | Dimissioni     | 05.12.1986 |
| Antonio Bernardi              | Liliana Albertini                                                 | PCI     | Parma      | Dimissioni     | 11.12.1986 |
| Enrico Manca                  | Giampaolo Fatale                                                  | PSI     | Perugia    | Dimissioni     | 11.12.1986 |
| Giampaolo Fatale              | Andrea Manna                                                      | PSI     | Perugia    | Dimissioni     | 29.01.1987 |
| Giampaolo Pillitteri          | Michele Achilli                                                   | PSI     | Milano     | Dimissioni     | 05.02.1987 |
| Giuseppe Amadei               | Angelo Tansini                                                    | PSDI    | Parma      | Dimissioni     | 05.02.1987 |
| Giuseppe Calderisi            | Maria Teresa Di Lascia                                            | PR      | Napoli     | Dimissioni     | 19.02.1987 |
| Roberto Mazzotta              | Roberto Confalonieri                                              | DC      | Milano     | Dimissioni     | 10.03.1987 |

### Modifiche intervenute nella composizione dei gruppi

#### Democrazia Cristiana
- In data 31.05.1985 aderisce al gruppo Salvatore Genova, proveniente dal gruppo PSDI.

#### Partito Comunista Italiano
- In data 02.02.1984 lascia il gruppo Silverio Corvisieri, che aderisce al gruppo misto.
- In data 24.05.1984 aderisce al gruppo Mario Cavagna, proclamato eletto in sostituzione di Luciana Castellina, già appartenente al gruppo misto (componente PdUP).
- In data 01.12.1984 aderiscono al gruppo Luca Cafiero, Famiano Crucianelli, Alfonso Gianni, Lucio Magri e Massimo Serafini, provenienti dal gruppo misto (componente PdUP).

#### Partito Socialista Italiano
- In data 16.04.1986 aderisce al gruppo Francesco Roccella, proveniente dal gruppo misto.

#### Movimento Sociale Italiano - Destra Nazionale
- Nessuna modifica intervenuta.

#### Partito Repubblicano Italiano
- Nessuna modifica intervenuta.

#### Partito Socialista Democratico Italiano
- In data 31.05.1985 lascia il gruppo Salvatore Genova, che aderisce al gruppo DC.

#### Sinistra indipendente
- Nessuna modifica intervenuta.

#### Partito Liberale Italiano
- Nessuna modifica intervenuta.

#### Partito Radicale
- In data 28.02.1986 lascia il gruppo Francesco Roccella, che aderisce al gruppo misto.
- In data 05.03.1986 lascia il gruppo Marcello Crivellini, che aderisce al gruppo misto.

#### Democrazia Proletaria
- Nessuna modifica intervenuta.

#### Gruppo misto
- In data 02.02.1984 aderisce al gruppo Silverio Corvisieri, proveniente dal gruppo PCI.
- In data 23.05.1984 la consistenza del gruppo diminuisce di un'unità essendo cessata dal mandato Luciana Castellina (componente PdUP), il cui subentrante, Mario Cavagna, aderisce al gruppo PCI.
- In data 01.12.1984 la componente PdUP si scioglie; contestualmente Luca Cafiero, Famiano Crucianelli, Alfonso Gianni, Lucio Magri e Massimo Serafini aderiscono al gruppo PCI.
- In data 28.02.1986 aderisce al gruppo Francesco Roccella, proveniente dal gruppo PR.
- In data 05.03.1986 aderisce al gruppo Marcello Crivellini, proveniente dal gruppo PR.
- In data 16.04.1986 lascia il gruppo Francesco Roccella, che aderisce al gruppo PSI.